# Jerónimo Moisés Mendoza
Jerónimo Moisés Mendoza Flores (Potosí, Bolivia; 1976) es un botánico, fitogeógrafo boliviano, y estudiante postgrado.
Realizó estudios de Ingeniería Agronómica, en la Universidad Juan Misael Caracho de Tarija. Desde 1999, trabaja como investigador asociado botánico del Herbario del Oriente Boliviano, del Museo de Mercados Noel Kempff de Historia Natural. Ha participado en diversos proyectos de investigación relacionados con los inventarios florísticos, botánica económica, etnobotánica, y taxonomía, tales como el antiguo Proyecto Darwin de endemismos botánicos en los valles de los Andes centrales de Bolivia. Ha visitado los herbarios principales de Estados Unidos y el Reino Unido, adquiriendo una amplia experiencia en las familias Apiaceae, Araliaceae, Cactaceae, Euphorbiaceae (Manihot), Portulacaceae.

## Algunas publicaciones

### Libros
- jerónimo m. Mendoza Flores. 2011. Los parientes silvestres del cultivo de la yuca en Bolivia: estado de conocimiento y acciones de conservación propuestas. Edición ilustrada de Beatriz Zapata Ferrufino, Coordinadora Nacional Proyecto Gobal UNEP/GEF "Conservación in situ de parientes silvestres de Cultivos a través del manejo de información y su aplicación en campo" - Componente Bolivia - VMA/FUNDECO. 142 pp.

- La abreviatura «M.Mend.» se emplea para indicar a Jerónimo Moisés Mendoza como autoridad en la descripción y clasificación científica de los vegetales.[2]